# 大韓民国の道庁所在地
大韓民国の道庁所在地（だいかんみんこくのどうちょうしょざいち）では、大韓民国における広域行政団体である道の中央行政施設である道庁の2016年2月12日現在の所在地の一覧を示す。
- 京畿道 (경기도) : 水原市 (수원시)
- 江原特別自治道 (강원특별자치도) : 春川市 (춘천시)
- 忠清北道 (충청북도) : 清州市 (청주시)
- 忠清南道 (충청남도) : 礼山郡 (예산군)、洪城郡 (홍성군)
- 全羅北道 (전라북도) : 全州市 (전주시)
- 全羅南道 (전라남도) : 務安郡 (무안군)
- 慶尚北道 (경상북도) : 安東市 (안동시)、醴泉郡 (예천군)
- 慶尚南道 (경상남도) : 昌原市 (창원시)
- 済州特別自治道 (제주특별자치도) : 済州市 (제주시)